# Grande Prêmio dos Países Baixos de 1955
Resultados do Grande Prêmio dos Países Baixos de Fórmula 1 realizado em Zandvoort à 19 de junho de 1955. Quinta etapa da temporada, teve como vencedor o argentino Juan Manuel Fangio e foi o primeiro evento automobilístico de renome ocorrido após o Desastre de Le Mans.

## Classificação da prova
| Pos. | Nº | Piloto                 | Construtor | Voltas | Tempo/Diferença   | Grid | Pontos |
| ---- | -- | ---------------------- | ---------- | ------ | ----------------- | ---- | ------ |
| 1    | 8  | Juan Manuel Fangio     | Mercedes   | 100    | 2:54:23.8         | 1    | 8      |
| 2    | 10 | Stirling Moss          | Mercedes   | 100    | + 0.3             | 2    | 6      |
| 3    | 18 | Luigi Musso            | Maserati   | 100    | + 57.1            | 4    | 4      |
| 4    | 16 | Roberto Mieres         | Maserati   | 99     | + 1 volta         | 7    | 4      |
| 5    | 6  | Eugenio Castellotti    | Ferrari    | 97     | + 3 voltas        | 9    | 2      |
| 6    | 14 | Jean Behra             | Maserati   | 97     | + 3 voltas        | 6    |        |
| 7    | 2  | Mike Hawthorn          | Ferrari    | 95     | + 5 voltas        | 5    |        |
| 8    | 22 | Hermano da Silva Ramos | Gordini    | 92     | + 8 voltas        | 14   |        |
| 9    | 28 | Louis Rosier           | Maserati   | 92     | + 8 voltas        | 13   |        |
| 10   | 24 | Jacques Pollet         | Gordini    | 90     | + 10 voltas       | 12   |        |
| 11   | 30 | Johnny Claes           | Ferrari    | 88     | + 12 voltas       | 16   |        |
| Ret  | 4  | Maurice Trintignant    | Ferrari    | 65     | Câmbio            | 8    |        |
| Ret  | 20 | Robert Manzon          | Gordini    | 44     | Transmissão       | 11   |        |
| Ret  | 32 | Horace Gould           | Maserati   | 23     | Spun Off          | 15   |        |
| Ret  | 12 | Karl Kling             | Mercedes   | 21     | Spun Off          | 3    |        |
| Ret  | 26 | Peter Walker           | Maserati   | 2      | Rolamento de roda | 10   |        |